# Leverett
Leverett é uma cidade no condado de Franklin, Massachusetts, Estados Unidos. A população era de 1.876 no censo de 2010. Faz parte da Área Estatística Metropolitana de Springfield, Massachusetts.

## História
De acordo com o Massachusetts FCCC, Leverett foi colonizada pela primeira vez no século 17, quando os pioneiros desenvolveram a plantação de Swampfield. O primeiro assentamento permanente, no entanto, não foi estabelecido até 1750, e os colonos solicitaram oficialmente que Sunderland se tornasse sua própria cidade em 1774. A cidade foi nomeada em homenagem a John Leverett, vigésimo governador da Colônia da Baía de Massachusetts.
Em 1985, uma ordem monástica budista chamada Nipponzan Myohoji ergueu um grande monumento em Leverett. Essa estrutura, conhecida como Pagode da Paz da Nova Inglaterra, é considerada a primeira desse tipo na América do Norte.  Duas igrejas evangélicas históricas também estão localizadas em Leverett, North Leverett Baptist e Moores Corner Church, que foi fundada por um protegido do evangelista DL Moody.

## Geografia

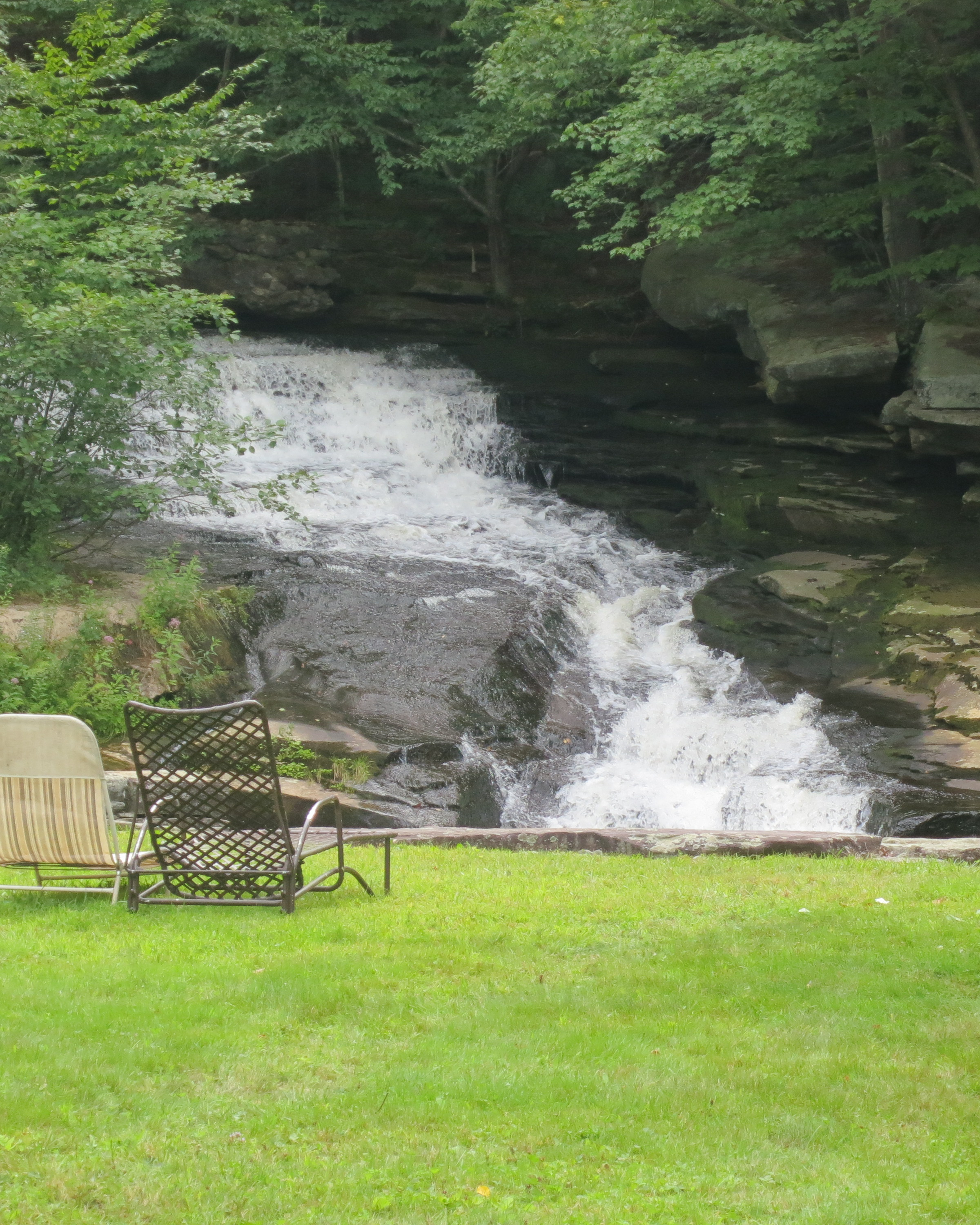
Saw Mill River Falls perto de Rattlesnake Gutter

De acordo com o United States Census Bureau, a cidade tem uma área total de 23.0 sq mi (60 km2)  , dos quais 22.9 sq mi (59 km2)   são terrestres e 0.1 sq mi (0.26 km2)   (0,61%) é água. Leverett está localizada na orla do Pioneer Valley e nas colinas do noroeste de Massachusetts, a leste do rio Connecticut. O canto sudoeste da cidade é uma planície relativamente plana, enquanto o resto é dominado por colinas, a mais alta das quais é Brushy Mountain, com uma altitude de 1,260 ft (380 m).
Vários riachos drenam pela cidade, todos indo em direção ao rio Connecticut. Leverett Pond é a maior massa de água da cidade, situada perto do centro da cidade. Uma pequena parte da Floresta Estadual de Mount Toby atravessa a cidade pelo oeste. A característica geológica mais famosa da cidade, no entanto, é Rattlesnake Gutter, um precipício cheio de pedras perto do centro geográfico da cidade.
Leverett está localizada ao longo da fronteira sul do Condado de Franklin, ao norte do Condado de Hampshire. A cidade faz fronteira com Montague ao norte, Wendell ao nordeste, Shutesbury ao leste, Amherst ao sul e Sunderland ao oeste. Existem quatro pequenas aldeias na cidade, Leverett Center, East Leverett, North Leverett e Moores Corner. North Leverett começa na interseção de Montague Road e Cave Hill Road, estendendo-se ao norte até as fronteiras de Montague e Wendell. Um quinto, Hillsboro, era um antigo vilarejo com uma agência postal independente lá até que foi desativado em 1934.
Do Leverett Center, Leverett fica a 23 km (14 mi) ao sul-sudeste da sede do condado de Greenfield, 43 km (27 mi) ao norte de Springfield e 138 km (86 mi) oeste de Boston.

## Demografia
De acordo com o censo de 2000, havia 1.663 pessoas, em 632 domicílios, e 448 famílias residindo na cidade. A densidade populacional era de 72,8 pessoas por milha quadrada (28,1 / km2 ). Havia 648 unidades habitacionais com uma densidade média de 28,4 por milha quadrada (10,9 / km2 ). A composição racial da cidade era 95,31% branca ; 0,24% afro-americano ; 0,54% nativo americano ; 1,38% asiático ; 1,62% de outras raças ; e 0,90% em duas ou mais corridas. Hispânicos ou latinos de qualquer raça eram 1,44% da população.
Dos 632 domicílios, 34,0% tinham filhos menores de 18 anos morando neles; 58,5% eram casais que viviam juntos; 9,2% tinham uma chefe de família sem marido presente; e 29,0% eram não familiares. Do total de domicílios, 19,9% eram compostos por indivíduos e 5,2% tinham alguém morando sozinho com 65 anos ou mais de idade. O tamanho médio da casa era 2,58 e o tamanho médio da família era 2,92.
Na cidade, a população era pulverizada, com 23,3% menores de 18 anos, 7,8% de 18 a 24 anos; 22,1% de 25 a 44, 35,7% de 45 a 64; e 11,2% com 65 anos ou mais. A idade média foi de 43 anos. Para cada 100 mulheres, havia 99,9 homens. Para cada 100 mulheres com 18 anos ou mais, havia 94,4 homens.
A renda média para uma família era $ 63.203 e a renda média para uma família era $ 73.333. Os homens tiveram uma renda média de $ 45.078 contra $ 36.607 para as mulheres. A renda per capita da cidade era de $ 31.891. Cerca de 1,6% das famílias e 5,4% da população estavam abaixo da linha da pobreza, incluindo 2,1% dos menores de 18 anos e 5,0% dos maiores de 65 anos.

## Transporte
Não há interestaduais ou rodovias de acesso limitado na cidade; a mais próxima, Interestadual 91, fica a oeste da cidade, do outro lado do rio Connecticut. A única rota estadual que passa pela cidade, a Rota 63, passa pelo lado oeste da cidade, indo de Amherst a Montague. A rota é espelhada de perto pela linha de carga da New England Central Railroad. O aeroporto de aviação geral mais próximo é o Aeroporto Turners Falls em Montague, e o serviço aéreo nacional mais próximo está no Aeroporto Internacional de Bradley, em Connecticut.

## Educação
A cidade oferece uma escola primária do pré-primário ao sexto ano. A escola tem aproximadamente 180 alunos. Faz parte do Sindicato Escolar 28.

## Pessoas notáveis
- James Rolfe, fazendeiro e legislador de Wisconsin

Erastus Field, pintor do século XIX, cujas obras são mantidas na Historic Deerfield, no D'Amour Museum of Fine Art em Springield MA e na National Gallery em Washington DC.